# Clorida latreillei
Clorida latreillei is een bidsprinkhaankreeftensoort uit de familie van de Squillidae. De wetenschappelijke naam van de soort is voor het eerst geldig gepubliceerd in 1842 door Eydoux & Souleyet.